# Gustav Körting
Gustav Körting, född 25 juni 1845 i Dresden, död 1 februari 1913 i Kiel, var en tysk filolog. Körting var överlärare vid Kreuzgymnasiet i Dresden 1868-1876 och var sedan sistnämnda år professor i romansk och engelsk filologi vid akademien i Münster. Han har utgivit bland annat Geschichte der litteratur Italiens im zeitalter der renaissance (tre band, 1878-1884) och Encyklopädie und methodologie der romanischen philologie (1884). Tillsammans med Eduard Koschwitz redigerade Körting efter 1879 tidskriften "Zeitschrift für neufranzösische Sprache und Litteratur".